# کوکوریا
کوکوریا (به لاتین: Kokorya) یک منطقهٔ مسکونی در روسیه است که در جمهوری آلتای واقع شده‌است.